# Крейндлер, Артур
Артур Крейндлер (рум. Arthur Kreindler; 15 мая 1900, Бухарест — 28 мая 1988, Бухарест) — известный румынский врач-невропатолог и нейрофизиолог,
академик, профессор неврологии Бухарестского Университета медицины и фармации, директор Института неврологии и член румынской Академии. Лауреат Государственной премии Румынской Народной Республики (1957).

## Биография
Еврейского происхождения. После окончания медицинского факультета Бухарестского университета, работал в клинике неврологии под руководством Георге Маринеску. В 1948 году был назначен профессором неврологии на факультете медицины в Бухаресте.

## Научная деятельность
А. Крейндлер занимался исследованиями в области нейрофизиологии, нейрохимии, невропатологии, высшей нервной деятельности. Особый акцент им был сделан на испытаниях возбудимости центральной нервной системы, электрической активности мозга, динамических кортикальних исследованиях при различных неврологических расстройствах, клинических и экспериментальных исследованиях эпилепсии, физиологии и патофизиологии мозжечка, афазии. Результаты исследований проблем эпилепсии, проведенные им и его сотрудниками, были опубликованы в монографии «Эпилепсия» (1955), в которой автор широко охватил самые различные формы патологических сдвигов, наблюдаемых при эпилепсии, детально изучил морфологические, биохимические, биоэлектрические, нейровегетативные и нейрогуморальные сдвиги, изменения процессов ВНД и сознания, используя разнообразные методики исследования.
За этот труд в 1957 году А. Крейндлер был удостоен Государственной премии Румынии.
Исследования, проведенные А. Крейндлером совместно с его сотрудниками и учениками, основываются на обширном материале, собранном в клиническом отделении Неврологического института им. И. П. Павлова Румынской Академии и Консультационного кабинета для неврозов, организованного им при данном отделении. А. Крейндлером были собраны этиологические, патогенетические, клинические и терапевтические данные, на основе которых учёный смог представить единую и стройную концепцию об астеническом неврозе, как о чётко определенной нозологической единице. Клинические исследования постоянно сопровождались проводившимися в лаборатории исследованиями, оказавшими ценную помощь при составлении обобщающего труда.
Автор известной монографии «Астенический невроз» (1963).
Опубликованный труд стал не только обобщением его исследований, но также и исследований, проведенных в данной области многими авторами во всем мире за последние 10-15 лет. Сопоставление данных, полученных А. Крейндлером с данными других учёных медиков дало нам возможность лучше отграничить клиническую, этиологическую и патогенетическую картину астенического невроза и выработать единую точку зрения на болезнь в целом.

## Избранные труды
- Эпилепсия. Клинические и экспериментальные исследования, 1960
- Астенический невроз, 1963
- Anatomo-fiziologia clinică a Sistemului nervos central, 1957.
- Infarctul cerebral și Hemoragia cerebrală, 1972.
- Afazia, 1973.
- Neurologie clinică, 1976.